# Mixomelia erythropoda
Mixomelia erythropoda är en fjärilsart som beskrevs av George Francis Hampson 1896. Mixomelia erythropoda ingår i släktet Mixomelia och familjen nattflyn. Inga underarter finns listade i Catalogue of Life.